# Адам Вайсгаупт
Йоганн Адам Вайсгаупт (нім. Johann Adam Weishaupt вимова [ˈjoːhan ˈʔaːdam ˈvaɪshaʊpt]; *6 лютого 1748—18 листопада 1830) — професор канонічного і природного права в Баварії в університеті Інгольштадта. Засновник ордену ілюмінатів, таємного товариства, яке ставило перед собою республіканські й просвітницькі цілі, 1 травня 1776.
Члени товариства замість своїх імен стали користуватися іменами античними: Вайсгаупт став носити ім'я Спартак, барон фон Шрекенштайн — Магомет, маркіз де Констанца — Діомед, фон Цвак — Катон, Массенгаузен — Аякс, барон Меггенхофен — Сулла, Гертель — Марій. Подібно ж іллюмінати
замінили всі географічні назви на античні; метаморфоза спіткала й назви місяців: дімех — січень, бенмех — лютий і т. д.
У 1777 Адам Вейсгаупт в Мюнхені був посвячений у масонство в масонській ложі «Теодор Доброго наміри». У 1784 році за наполяганням католицького духовенства баварським курфюрстом проти масонів були зроблені суворі заходи — і гоніння почалися на ілюмінатів. Згодом даний орден був заборонений.
У 1785 Вейсгаупт був змушений залишити свою кафедру і виїхати до Регенсбургу; пізніше він переїхав до Готу, де в особі герцога Ернста II, який співчував ідеям вигнанця, знайшов заступництво. Вейсгаупт до останніх своїх днів активно пропагував свої погляди.